# Damián Migueles
Damián Emmanuel Migueles (n. Buenos Aires, 24 de noviembre de 1983) es un jugador argentino de balonmano.
Participó para la selección de balonmano de Argentina, disputando con la misma, los Juegos Panamericanos de 2007 (plata), Juegos Panamericanos 2011 (oro), Juegos Panamericanos 2015 (plata) y los Juegos Olímpicos de Londres 2012.
Actualmente, juega en SAG Polvorines, su club de origen.

## Palmarés
- Argentina: Campeonato Panamericano de balonmano 2016.